# Neerhofmolen
De Neerhofmolen is een voormalige watermolen op de Kasteelbeek in Wannegem in de Oost-Vlaamse gemeente Kruisem. De molen werd reeds vermeld als oliemolen in het pachtcontract van 1425. Aan de visvijvers van het neerhof van het Kasteel van Wannegem-Lede werkte tot 1870 een onderslagmolen. Vanaf 1877 werd de Neerhofmolen nog gebruikt als een lijnkoekpaardenmolen. Het binnenwerk is volledig verdwenen; enkel het gebouw staat nog recht. Sinds 2002 is het volledige 'Neerhof' als monument beschermd.